# Der Staatsanwalt hat das Wort: Schwester Martina
Schwester Martina ist ein deutscher Fernsehfilm von Vera Loebner aus dem Jahr 1974. Das kriminologische Fernsehspiel erschien als 35. Folge der Filmreihe Der Staatsanwalt hat das Wort.

## Handlung
Frank Rehagen, ein dankbarer Patient, verlässt die Klinik und sagt viel Nettes über gute Behandlung und zuvorkommende Pflege. Hilfsschwester Martina, 22 Jahre alt, kennt solche Abschiedsszenen. Doch dieser Mann bedeutet ihr mehr. Hübsch, aber oberflächlich, hat sie Erfolg bei Männern. Sie arbeitet zuverlässig, aber mit der Ordnung in ihrem Leben stimmt es nicht. In ihrer Beziehung zu anderen Menschen, zur Mutter, zu ihren Kindern, zu Kollegen und Freunden beurteilt sie die Dinge zu emotional und egoistisch. Martina macht für ihre Lebensumstände immer nur andere verantwortlich, nie sich selbst, und begeht aus dieser Haltung heraus eine große Verantwortungslosigkeit.

## Produktion
Schwester Martina entstand 1974 im Zuständigkeitsbereich des DDR-Fernsehens, Bereich Unterhaltende Dramatik – HA: Polizeiruf/Staatsanwalt. Die Drehzeit ist nicht bekannt.
Szenenbild: Udo Genschmer; Dramaturgie: Käthe Riemann; Kommentare: Peter Przybylski.
Das Filmmaterial ist zum größten Teil verschollen.